# قرة خضر (بيرانشهر)
قرة خضر هي قرية في مقاطعة بيرانشهر، إيران. عدد سكان هذه القرية هو 267 في سنة 2006.